# ماتیا کاتانئو
ماتیا کاتانئو (ایتالیایی: Mattia Cattaneo؛ زادهٔ ۲۵ اکتبر ۱۹۹۰) دوچرخه‌سوار اهل ایتالیا است.
از باشگاه‌هایی که در آن رکاب زده‌است می‌توان به تیم یوای‌ئی امارات، و تیم یوای‌ئی امارات، و اندرونی جوکاتولی–سیدرمک اشاره کرد.